# Smocza Jama (Tatra)
Die Höhle Smocza Jama (deutsch: Drachenhöhle) ist eine Schau- und Tropfsteinhöhle im Tal Dolina Kościeliska (Schlucht Wąwóz Kraków) oberhalb des Gebirgsflusses Kościeliski Potok im Massiv der Westtatra (Tatra-Nationalpark) in Polen. 

## Geschichte und Geografie
Die Höhle wurde 1876 von ihrem Entdecker Karl Kolbenheyer nach der Höhle Smocza Jama in Krakau benannt.
Die Höhle liegt bei Kościelisko, ist ca. 44 Meter lang und hat zwei Eingänge auf einer Höhe zwischen ca. 1100 m n.p.m. und 1120 m n.p.m.
Durch die Höhle führt ein Wanderweg von der Pisana Alm in die Schlucht Wąwóz Kraków.